# Mickey Hart
Pour les articles homonymes, voir Hart.
Mickey Hart (né le 11 septembre 1943 à New York) est un percussionniste et un musicologue américain. Il est connu pour avoir été l'un des deux batteurs de Grateful Dead. Bill Kreutzmann et lui ont gagné le surnom de « Rhythm Devils ».

## Carrière
Mickey Hart a rejoint Grateful Dead le 9 septembre 1967 lors du concert au Starlight Theater de San Francisco, et le quitte temporairement en février 1971.
En 1972, Mickey Hart enregistre un album solo Rolling Thunder.
Il reprend sa place dans Grateful Dead en 1974 et reste avec le groupe jusqu'à sa dissolution officielle en 1995.
En 1979, Le duo du Rhythm Devils a été recruté par le réalisateur Francis Ford Coppola pour enregistrer des morceaux pour la bande son du film Apocalypse Now. Il a aussi composé des musiques pour les films Gang related et Hearts of Darkness[réf. nécessaire].
Le 5 juillet 1982, il participe au  premier concert des Dinosaurs au "Marin County Fair" à San Rafael, avec John Cipollina, Barry "The Fish" Melton, Peter Albin, Spencer Dryden, Peter Walsh (guitare) et Bean Balanka (saxophone) puis au concert au The Old Waldorf de San Francisco le 10 décembre 1982.
En 1994 Mickey Hart a été installé avec Grateful Dead dans Rock and Roll Hall of Fame. 
En 1996, à l'occasion des Jeux olympiques d'Atlanta, Mickey Hart a composé un morceau pour la cérémonie d'ouverture qui a été exécuté par une assemblée de 100 percussionnistes.
En 1999, Mickey a été nommé au comité directeur du Board of Trustees of the American Folklife Center  à la bibliothèque du congrès où il dirige la Sous-Comité sur la numérotation et la conservation des vastes collections du centre.
En 2006, il forme un groupe Rhythm Devils avec Bill Kreutzmann accompagné du bassiste Mike Gordon du groupe Phish, du guitariste Steve Kimock, du percussionniste Sikiru Adepoju et la chanteuse Jen Durkin (ancienne de Deep Banana Blackout).
Sa collaboration continue avec les membres restants du Grateful Dead, sous le nom de The Dead, puis Dead & Company.

## Disque solo
- Rolling Thunder (1972) – Mickey Hart
- Diga (1976) – Diga Rhythm Band
- The Rhythm Devils Play River Music (1980) – The Rhythm Devils
- Däfos (1983) – Mickey Hart, Airto Moreira, Flora Purim
- Yamantaka (1983) – Mickey Hart, Henry Wolff, Nancy Hennings
- Music to be Born By (1989) – Mickey Hart
- At the Edge (1990) – Mickey Hart
- Planet Drum (1991) – Mickey Hart
- The Apocalypse Now Sessions (1991) – The Rhythm Devils
- Mickey Hart's Mystery Box (1996) – Mickey Hart
- Supralingua (1998) – Mickey Hart
- Spirit into Sound (2000) – Mickey Hart
- Global Drum Project (2007) – Mickey Hart, Zakir Hussain, Sikiru Adepoju, Giovanni Hidalgo
- Mysterium Tremendum  (2012) - Mickey Hart